# Turris babylonia
Turris babylonia là một loài ốc biển, là động vật thân mềm chân bụng sống ở biển trong họ Turridae.

## Hình ảnh

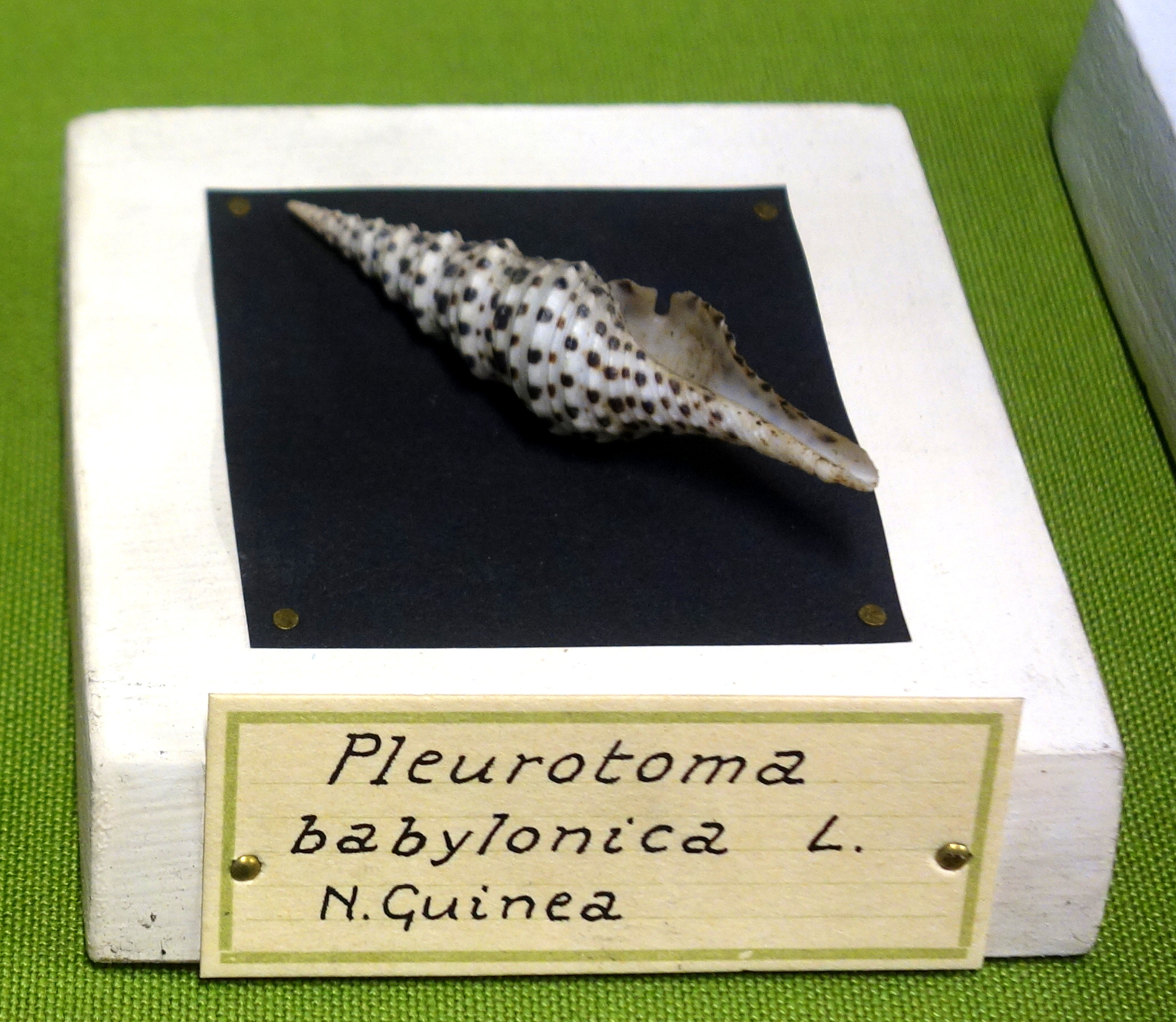